# فتانه حاج سید جوادی
فتّانه حاج سیّد جوادی (زادهٔ ۱۳۲۴ در کازرون) رمان‌نویس ایرانی است. رمان پرفروش او، بامداد خمار ده‌ها بار در ایران تجدید چاپ شد.

## مشخصات و زندگانی
فتانه حاج سیدجوادی (پروین) در سال ۱۳۲۴ خورشیدی در کازرون استان فارس زاده و در شمیران از مناطق شهر تهران بزرگ شد. او بعدها با پزشکی ارتشی ازدواج کرد و مجبور شد برای زندگی به اصفهان برود. حاصل این ازدواج، دو دختر  است که هر دو دختر دندانپزشک هستند.

## آثار و ویژگی‌های آن
- «بامداد خمار» (رمان؛ ۱۳۷۴)[۱]
- رمان «در خلوت خواب»[۵] (رمان ۱۳۷۷)[۱]
- ترجمه رمان «پارک گورکی»
- مقاله «نقد و معرفی بامداد خمار»
- ترجمه رمان «کین و ایبل» اثری از جفری آچر که بارها مورد تجدید چاپ قرار گرفته است.[۶]

بامداد خمار یکی از پرفروش‌ترین رمان‌های معاصر ایران است و به همین دلیل از ادبیات عامه‌پسند است. این رمان با بحث‌های داغ و نقدهای بسیار روبه‌رو شد. از معروف‌ترین موافقان این رمان می‌توان به نجف دریابندری اشاره کرد که مطلبی در دفاع از بامداد خمار نوشت. مطلب با واکنش تند هوشنگ گلشیری در رد نظر نجف دریابندری و بی‌مایه خواندن رمان در ماهنامه آدینه پاسخ داده شد. برخی دیگر از موافقان بامداد خمار، آن را برای مقوله روابط میان زنان و مردان جوان مفید دانسته یا درس عبرتی دانستند برای جوانان بی‌تجربه. مخالفان، آن را دفاع از اصالت و شرافت طبقات بالادست جامعه و تحقیر فرودستان دانستند. به گزارش گروه هنر و فرهنگ مشرق نیوز، این رمان از سال ۱۳۷۴ تا خرداد سال ۱۴۰۴ خورشیدی، ۸۵ بار تجدید چاپ شده است. این کتاب مخاطان جوان را به خود جلب کرده است و با وجود قطور بودن شامل ۴۰۰ صفحه، مورد توجه خوانندگان قرار گرفته است. بر اساس گزارش‌ها، قرار است از روی این رمان یک سریال برای نمایش در شبکه خانگی تهیه شود.